# Ибн Турк
Абу-л-Фадл Абд ал-Хамид ибн Васи ибн Турк ал-Джили (IX в.) — тюркский мусульманский математик. Работал в «Доме мудрости» в Багдаде в одно время с аль-Хорезми, Хаббаш аль-Хасиб, ал-Фаргани и другими выдающимися учёными.
Насчет места его рождения есть две версии. Аль-Кифти пишет, что Ибн Турк происходил из Гиляна, а Ибн ан-Надим пишет про происхождение математика из Хутталя (область в Средней Азии). В сохранившихся рукописях Ибн Турка его нисба ближе к Ал-Джили (то есть "из Гиляна"), поэтому эта версия является более предпочтительной. 
Ибн Турк написал трактат «Логическая необходимость в смешанных уравнениях», в котором подробно излагается теория квадратных уравнений. Этот трактат был впервые опубликован и изучен А. Саили в 1962. Поскольку Ибн Турк был современником ал-Хорезми, и поскольку трактаты обоих авторов имеют сходную организацию и даже совпадают в ряде примеров, Саили делает вывод, что ни ал-Хорезми, ни Ибн Турк не были основателями алгебры, а представляли тот этап этой науки, когда она в основных чертах уже была сформирована.
Ибн Турк написал также «Книгу редкостей арифметики и свойств чисел» и «Книгу о сделках».